# Rhipidomys caucensis
Rhipidomys caucensis és una espècie de mamífer rosegador de la família dels cricètids. És endèmic de les muntanyes de Colòmbia, on viu a altituds d'entre 2.200 i 3.500 msnm. Es tracta d'un animal arborícola. El seu hàbitat natural són els boscos primaris montans. Es desconeix si hi ha cap amenaça significativa per a la supervivència d'aquesta espècie.